# البايات الحسينيون
البايات الحسينيون أو آل الحسين بن علي: سلالة من البايات حكمت في إيالة تونس سنوات 1705-1957 م. وتنحدر أصولها من الكاف و من كريت
كان مؤسس السلالة الحسين بن علي (1705 - 1735م) قائدا على فرقة الخيالة في الجيش العثماني. بعد اضطراب الأوضاع السياسية في إيالة تونس، استولى على الحكم على حساب المراديين ثم أخذ يستقل بالأمر حتى أصبحت دولته كيانا قائما بذاته (على حساب الأتراك العثمانيين). أدت الحروب العائلية التي عرفتها دولة الحسينيين في تونس في عهد ابن أخ المؤسس علي باشا (1735-1756 م) إلى غزو البلاد سنة 1756 م، ثم قيام وصاية على الإيالة من طرف إيالة الجزائر (الدايات).
استعادت الدولة عافيتها أثناء عهد علي باي بن حسين (1759-1782 م) ثم حمودة باشا بن علي (1782 - 1814 م). سميت هذه الفترة بالفترة الذهبية. بعد أن احتلت فرنسا الجزائر سنة 1830م، أصبحت تونس تحت رحمة القوى الأوروبية، كما أصبح اقتصادها مرتبطا بها أكثر. حاول أحمد باي (1837-1855 م) ثم محمد الصادق بن حسين (1859-1882 م) القيام بإصلاحات على الطريقة الأوروبية.
ابتداء من سنة 1869 م أصبحت الدول الأوروبية تتدخل مباشرة في تدبير الشؤون المالية الدول (الخزينة) كما تم تعطيل الأصلاحات السابقة. سنة 1881 م وبموجب معاهدة باردو، صارت البلاد التونسية تحت الحماية الفرنسية. تأرجحت سياسة البايات بين الإملاءات الفرنسية ورغبتهم في دعم المطلب الشعبي والمتمثل في الاستقلال، كان الحزب الحر الدستورى يتزعم القوى الشعبية. قام الفرنسيون سنة 1943 م بخلع الباي منصف باي بن الناصر باي بعد أن أبدى نزعة وطنية. مع قيام الجمهورية سنة 1957 م، قام الحبيب بورقيبة بدوره بخلع آخر البايات الحسينيين الأمين باي بن محمد الحبيب (1943-1957م).

## قائمة البايات
| البايات         | الصورة | اللقب                                             | العهدة      | الملاحظات |
| --------------- | ------ | ------------------------------------------------- | ----------- | --- |
| حسين باي الأول  |        | (أبو الملوك) ، مؤسس العرش الحسيني                 | 1705 - 1735 | هو مؤسس الدولة الحسينية و أول ملوك العرش الحسيني ، تولى الحكم بالبلاد سنة 1705 بعد القضاء على الداي ابراهيم الشريف و حمايته تونس من الاحتلال الجزائري العثماني ، قتل سنة 1740 بجبال مدينة القيروان أثناء مطاردته من قبل جيش ابن أخيه علي باشا ذبحا على يد يونس ابن علي باي الأول في الحرب الحسينية الباشية ، خلعه ابن اخيه علي باي الأول و تولى العرش مكانه سنة 1735 . |
| علي باي الأول   |        | (صاحب الفتنة الباشية)                             | 1735 - 1756 | ابن اخ حسين باي الأول ، قام بالانقلاب عليه و افتكاك العرش منه ، قتل خنقا على يد اتباع ابناء عمه , (حكم حتى مماته) ، خلعه ابناء عمه حسين و تولى اكبرهم محمد الرشيد باي العرش . |
| محمد الرشيد باي |        | (الملك الزاهد) الموسيقي القدير                    | 1756 - 1759 | الابن الأكبر لحسين باي الأول ، استرجع العرش من ابن عمه علي باي الأول سنة 1756 ، حكم 4 سنوات ثم تنازل عن العرش لاخيه علي ليتفرغ الشعر و الموسيقى ، توفي سنة 1759 بباردو. |
| علي باي الثاني  |        | (صاحب عهد الاستقرار)                              | 1759 - 1782 | الابن الثاني للمؤسس حسين باي الأول ، شارك مع اخيه محمد الرشيد باي في القضاء على علي باي الأول ، تولى الحكم بعد تنازل أخيه عن العرش سنة 1759 ، اعاد للمملكة استقرارها من جديد ، ترك شؤون الحكم لولي عهده حمودة في أواخر عهده ، توفي سنة 1782 بباردو. |
| حمودة باشا      |        | (العظيم) ، (المنصور) ، (جوهرة العرش الحسيني)      | 1782 - 1814 | ابن علي باي الثاني ، اختاره ابوه ليكون وليا للعهد و تنازل له عن الحكم منذ حياته ، أعظم بايات العرش الحسيني ، شهدت المملكة اوج ازدهارها في عهده ، صاحب أطول فترة حكم في تاريخ الدولة الحسينية ، توفي مسموما سنة 1814 بباردو . (حكم حتى مماته) ، خلفه على العرش اخوه عثمان باي . |
| عثمان باي       |        | (الشهيد) ، (الباي المظلوم) ، المقتول              | 1814        | الابن الثاني لعلي باي الثاني ، تولى العرش بعد وفاة أخيه الأكبر حمودة باشا باي على حساب الوريث الشرعي للعرش ابن عمه محمود ، كان بايا ضعيف و قليل خبرة ، (حكم فقط بضعة أشهر قبل مقتله) ، قتل مع ابنائه بتدبير من ابن عمه محمود و ابنائه و واخته سنة 1814 . |
| محمود باي       |        | (الباي و صهر البايات)                             | 1814 - 1824 | ابن محمد الرشيد باي ، تولى العرش بعد قتله لابن عمه عثمان باي ، (حكم حتى مماته) ، توفي سنة 1824 بباردو . و خلفه و ابنه الأكبر و ولي عهده حسين . |
| حسين باي الثاني |        | (واضع العلم)                                      | 1824 - 1835 | الابن الأكبر لمحمود باشا باي تولى العرش خلفا لأبيه سنة 1824 ، أول باي يقوم بوضع أول علم رسمي للمملكة سنة 1827 ، شهد في عصره على احتلال فرنسا للجزائر سنة 1830 ، (حكم حتى مماته) ، توفي سنة 1835 بحلق الوادي و خلفه اخوه الاصغر و ولي عهده مصطفى . |
| مصطفى باي       |        | (أبو النخبة)                                      | 1835 - 1837 | الابن الثاني لمحمود باشا باي ، تولى العرش بعد وفاة أخيه الأكبر حسين باي الثاني سنة 1835 ، تعد فترة حكمه اقصر فترة حكم في الدولة الحسينية ، توفي سنة 1837 بحلق الوادي ،(حكم حتى مماته) و خلفه ابنه و ولي عهده احمد . |
| أحمد باي الأول  |        | (عاتق الرقاب) ، ( الباي المصلح) ، ( المشير الأول) | 1837 - 1855 | ابن مصطفى باي ، تولى العرش بعد وفاة والده سنة 1837 ، تربى منذ طفولته مع الجند ، يعد احمد باشا باي من اكبر البايات المصلحين من خلال تاسيسه لجيش نظامي عصري للمملكة ، و انشاء المدرسة الحربية بباردو ، إضافة إلى قراره تحرير العبيد و الغاء الرق سنة 1846 ، و هو أول باي حمل لقب "مشير" ، (حكم حتى مماته)، توفي سنة 1855 بحلق الوادي ، و قد مات دون أن يكون له اولاد لوراثته بسبب وفاة طفليه في سن مبكرة ، و خلفه ابن عمه و ولي عهده محمد                                                 |
| محمد باي        |        | (باي عهد الامان),(المشير الثاني)                  | 1855 - 1859 | هو ابن حسين باي الثاني ، تولى العرش بعد وفاة ابن عمه المشير أحمد باي الأول سنة 1855 ، قام سنة 1857 باصدار عهد الامان الذي يضمن حقوق الرعية الاجتماعية و الاقتصادية و الدينية ، (حكم حتى مماته) ، توفي سنة 1859 بالمرسى ، و خلفه اخوه الاصغر و ولي عهده محمد الصادق . |
| محمد الصادق باي |        | (المشير الثالث) ، موقع معاهدة الحماية             | 1859 - 1882 | هو ابن حسين باي الثاني ، تولى العرش بعد وفاة أخيه محمد باشا باي سنة 1859 ، يعد هذا الباي من اكثر البايات ضعفا ، اصدر سنة 1861 أول دستور للمملكة لتنظيم الحياة السياسية لكن سرعان ما قام بالغائه نتيجة ثورة 1864 بقيادة علي بن غذاهم ، قام سنة 1881 بتوقيع معاهدة باردو مع فرنسا ، لتدخل بذلك المملكة التونسية تحت الاستعمار الفرنسي باسم الحماية ، (حكم حتى مماته) ، توفي سنة 1882 بباردو ، و خلفه اخوه و ولي عهده علي .                                                                |
| علي باي الثالث  |        | (موقع اتفاقية المرسى)                             | 1882 - 1902 | هو الابن الاصغر ل(حسين باي الثاني) ، تولى العرش بعد وفاة أخيه محمد الصادق باي سنة 1882 ، قام سنة 1883 بامضاء اتفاقية المرسى مع المقيم العام الفرنسي بتونس لتصبح البلاد رسميا تحت الاستعمار الفرنسي ، (حكم حتى مماته) ، توفي سنة 1902 بالمرسى ، و خلفه ابنه و ولي عهده محمد الهادي . |
| محمد الهادي باي |        | -                                                 | 1902 - 1906 | هو ابن علي باي الثالث ، تولى العرش بعد وفاة والده سنة 1902 ، (حكم حتى مماته) ، توفي سنة 1906 بقرطاج ، و خلفه ابن عمه و ولي عهده محمد الناصر . |
| محمد الناصر باي |        | (الباي الدستوري)                                  | 1906 - 1922 | هو ابن محمد باشا باي ، تولى العرش بعد وفاة ابن عمه محمد الهادي باي سنة 1906 ، يعد هذا الباي هو أول البايات الوطنيين الذين ينخرطون في العمل الوطني بعد انتصاب الحماية ، التقى سنة 1920 وفد الحزب الحر الدستوري التونسي و وعدم بالعمل على اقناع السلطات الاستعمارية الفرنسية بقبول مطالب الحركة الوطنية ، (حكم حتى مماته) ، توفي سنة 1922 بالمرسى ، و خلفه ابن عمه و ولي عهده محمد الحبيب .                                                                                               |
| محمد الحبيب باي |        | -                                                 | 1922 - 1929 | هو ابن الأمير محمد المؤمون الحسيني ، تولى العرش بعد وفاة ابن عمه محمد الناصر باشا باي ، (حكم حتى مماته) ، توفي سنة 1929 بقرطاج ، و خلفه ابن عمه و ولي عهده احمد بن علي باي الثالث . |
| أحمد باي الثاني |        | -                                                 | 1929 - 1942 | هو ابن علي باي الثالث ، تولى العرش سنة 1929 بعد وفاة ابن عمه محمد الحبيب باي ، (حكم حتى مماته) ، توفي سنة 1942 بالمرسى ، و خلفه ابن ابن عمه و ولي عهده محمد المنصف . |
| محمد المنصف باي |        | (حبيب الأمة) (الباي الشعبي) (الباي الجمهوري)      | 1942 - 1943 | هو ابن محمد الناصر باشا باي ، تولى العرش بعد وفاة احمد باشا باي الثاني سنة 1942 ، يعد المنصف من اكثر البايات شعبية ، كان عهده متزامنا مع وقوع تونس تحت الاحتلال النازي في الحرب العالمية الثانية ، عرف بدعمه الكبير الحركة الوطنية ، تم تشكيل أول حكومة مستقلة في عهده ، اتهم من قبل قوات الحلفاء بالتعامل مع الالمان ، خلع عن العرش سنة 1943 ، نفي الى الصحراء الجزائرية ثم الى مدينة "بو" الفرنسية ، توفي بمنفاه هناك سنة 1948 ، بعد خلعه تولى ابن عمه و ولي عهده محمد الامين العرش . |
| محمد الأمين باي |        | (باي الاستقلال) ، (آخر ملوك العرش الحسيني)        | 1943 - 1957 | هو ابن محمد الحبيب باي ، تولى العرش بعد خلع ابن عمه محمد المنصف باي من قبل السلطة الاستعمارية سنة 1943 ، شهد عهده توقيع بروتوكول الاستقلال التام سنة 1956 ، تم خلعه عن العرش سنة 1957 و الغاء النظام الملكي و أعلان النظام الجمهوري في تونس ، المناداة بالحبيب بورقيبة رئيسا للجمهورية التونسية ، توفي باقامته الجبرية سنة 1962 . |

## رؤساء البيت الملكي
منذ استبدال نظام البايات في تونس، بقيت توجد عائلة ملكية إلى يومنا هذا ويرأسها أكبر أولياء العهد حتى موته، وهذه قائمة رؤساء البيت الملكي في تونس:
| الاسم                       | منذ  | إلى  | ملاحظات       |
| --------------------------- | ---- | ---- | ------------- |
| محمد الأمين باي (1881-1962) | 1957 | 1962 | آخر باي لتونس |
| حسين باي (1883-1969)        | 1962 | 1969 | ولي العهد     |
| مصطفى باي (1883-1974)       | 1969 | 1974 |               |
| الطيب باي (1902-1989)       | 1974 | 1989 |               |
| سليمان باي (1909-1992)      | 1989 | 1992 |               |
| أل الله باي (1910-2001)     | 1992 | 2001 |               |
| الشاذلي باي (1910-2004)     | 2001 | 2004 |               |
| محي الدين باي (1911-2006)   | 2004 | 2006 |               |
| حمودة باي (1928-2013)       | 2006 | 2013 |               |
| محمد الحبيب باي (1929-)     | 2013 | الآن |               |

## وصلات خارجية
- موقع الحكام: الحسينيون في تونس.
- (بالإنجليزية) العائلات المالكة والحاكمة في أفريقيا وآسيا وأوقيانوسيا وأمريكا: تونس - السلالة الحسينية.
- (بالفرنسية) موقع مجلة حقائق: تونس في عهد أول البايات الحفصيين، السلالة الحسينية ونساؤها.
- (بالإنجليزية) موقع مكتبة جامعة كورنال: السلالة الحسينية في تونس.